# Marie de Bohun
Marie de Bohun (anglicky Mary de Bohun, 1368? – 4. června 1394, hrad Peterborough) byla první manželkou krále Jindřicha IV. Anglického a matka Jindřicha V. Nebyla královnou, zemřela dříve, než její manžel získal trůn.

## Původ
Marie byla dcerou Humphreyho de Bohun, hraběte z Herefordu a Joan Fitzalanové (1347/1348–1419). Společně se svou sestrou Eleonorou byly otcovými dědičkami. Eleonořiným manželem se stal Tomáš z Woodstocku, nejmladší syn krále Eduarda III. Ten chtěl získat dědictví pro sebe a svou ženu, a tak přesvědčoval Marii, aby se stala jeptiškou. Jan z Gentu, Woodstockův starší bratr, však Marii z kláštera unesl, aby ji provdal za svého syna Jindřicha. Za něj se dvanáctiletá Marie skutečně 27. července 1380 provdala.
Jan z Gentu plánoval, že Marie a Jindřich nebudou konzumovat manželství, než Marie dosáhne věku šestnácti let. Mladý pár neuposlechl a Marie otěhotněla již jako čtrnáctiletá; prvorozený syn žil však jen několik dní. S Jindřichem měla celkem sedm dětí – Eduarda (zemřel krátce po narození), Jindřicha, Tomáše, Jana, Humpreyho, Blanku a Filipu.
Marie zemřela při porodu dcery Filipy roku 1394 a byla pohřbena v kostele Zvěstování Panny Marie v Leicesteru.
O pět let později se Jindřich stal králem, k čemuž přispěla skutečnost, že na rozdíl od svého předchdce měl čtyři syny. Druhorozený Jindřich se v roce 1413 stal otcovým nástupcem.